# Craig Harrison (scriitor)
Craig Harrison (n. în 1942 la Leeds, Yorkshire, Anglia) este un  autor și dramaturg englez, cel mai bine cunoscut pentru romanul science fiction Pământul Tăcut (The Quiet Earth), publicat pentru prima dată în 1981 și mai târziu adaptat ca scenariu al unui film cu același nume. Filmul a fost regizat de Geoff Murphy și lansat în 1985. În prezent locuiește în Noua Zeelandă.

### Romane
- Broken October (1976)
- The Quiet Earth (1981)
- Days of Starlight (1988)
- Grievous Bodily (1991)
- The Dumpster Saga (2007)

### Piese de teatru
- Tomorrow Will Be a Lovely Day (1974)
- Ground Level (1981)
- The Whites of Their Eyes (1975)
- Perfect Strangers (1976)
- Hearts of Gold (1983)
- White Lies (1994)